# Championnat d'Europe féminin de rink hockey 2005
Navigation
Championnat d'Europe féminin 2003 Championnat d'Europe féminin 2007
Le championnat d'Europe de rink hockey féminin 2005 se déroule du 17 au 23 juillet 2005 à Mira au Portugal. La compétition est remportée par l'équipe de France féminine, qui devient ainsi championne d'Europe 2005.

## Participants
Six sélections nationales féminines se sont inscrites pour ces huitièmes championnats d'Europe féminins :
- Allemagne
- Angleterre
- Espagne
- France
- Portugal
- Suisse

## Format
Compte tenu du nombre d'équipes participant, la compétition se déroule sous la forme d'un mini championnat dans lequel chaque équipe se rencontre une fois.
Une journée de repos est instaurée le 21 juillet.

## Résultats
| Rang | Équipe     | Pts | J | G | N | P | Bp | Bc | Diff |  | Résultats (dom.\ext.) |  |     |     |     |     |     |
| ---- | ---------- | --- | - | - | - | - | -- | -- | ---- |  | --------------------- |  | --- | --- | --- | --- | --- |
| 1    | France     | 9   | 5 | 4 | 1 | 0 | 20 | 13 | +7   |  | France                |  | 1-1 | 3-2 | 3-2 | 6-4 | 7-4 |
| 2    | Portugal   | 7   | 5 | 3 | 1 | 1 | 14 | 6  | +8   |  | Portugal              |  |     | 2-3 | 1-0 | 3-0 | 7-2 |
| 3    | Espagne    | 6   | 5 | 3 | 0 | 2 | 16 | 8  | +8   |  | Espagne               |  |     |     | 0-1 | 8-1 | 3-1 |
| 4    | Allemagne  | 5   | 5 | 2 | 1 | 2 | 6  | 6  | 0    |  | Allemagne             |  |     |     |     | 1-1 | 2-1 |
| 5    | Angleterre | 3   | 5 | 1 | 1 | 3 | 8  | 19 | -11  |  | Angleterre            |  |     |     |     |     | 2-1 |
| 6    | Suisse     | 0   | 5 | 0 | 0 | 5 | 9  | 21 | -12  |  | Suisse                |  |     |     |     |     |     |